# Monodelphis maraxina
Маражијски краткорепи опосум или маражо краткорепи опосум (Monodelphis maraxina) је врста сисара из породице опосума (Didelphidae) и истоименог реда Didelphimorphia.

## Распрострањење
Бразил је једино познато природно станиште врсте. Прецизније, острва у делти Амазона, међу којима је и Маражо, по коме је врста названа.

## Станиште
Маражијски краткорепи опосум има станиште на копну.

## Угроженост
Подаци о распрострањености ове врсте су недовољни.

### Популациони тренд
Популација ове врсте се смањује, судећи по расположивим подацима.